# Mesene peruviana
Mesene peruviana är en fjärilsart som beskrevs av Percy I. Lathy 1932. Mesene peruviana ingår i släktet Mesene och familjen Riodinidae. Inga underarter finns listade i Catalogue of Life.